# 亞婆井前地
亞婆井前地又稱為泥流泉及龍頭井，是位於澳門西望洋山北面的廣場。在1995年以前，這裏的葡語名稱為噴泉（Bica）、泥流泉（Fonte do Lilau）、或泥流（Lilau），亞婆井前地則是後來的新地名。由於亞婆井前地及周圍古舊建築，故被列爲澳門建築、歷史和文化文物區。2005年開始，隨澳門歷史城區之一部份而被列入世界文化遺產名錄內。

## 歷史
傳說明朝一位婆婆在此地築水池貯山泉方便居民汲取飲用，故人稱呼水池爲亞婆井。亞婆井昔日為澳門主要水池之一。有井就有人住，澳門早期的葡萄牙人便聚居此處，故為最古老的住宅區之一。澳門昔日的土生葡人有民謠說：“喝過亞婆井水，忘不掉澳門；要麼在澳門成家，要麼遠別重來”（Quim bebê água do Lilau, nádi esquecê Macau, quim bebê da bica lô casa e volta para Macau.）。
澳葡政府爲保存此區的文化特色，進行了一系列重修工程，亞婆井前地內的兩株百年老榕樹得以保留，增設古典路燈和將石子路面改鋪大理石等。1996年1月重修工程竣工，亞婆井前地及附近建築的歐陸風情得以留下。

## 相關資訊
原來的亞婆井水泉仍然存在，正確位置是亞婆井斜巷盡頭的高地上，而不是位於亞婆井前地。

## 交通

### 公共巴士

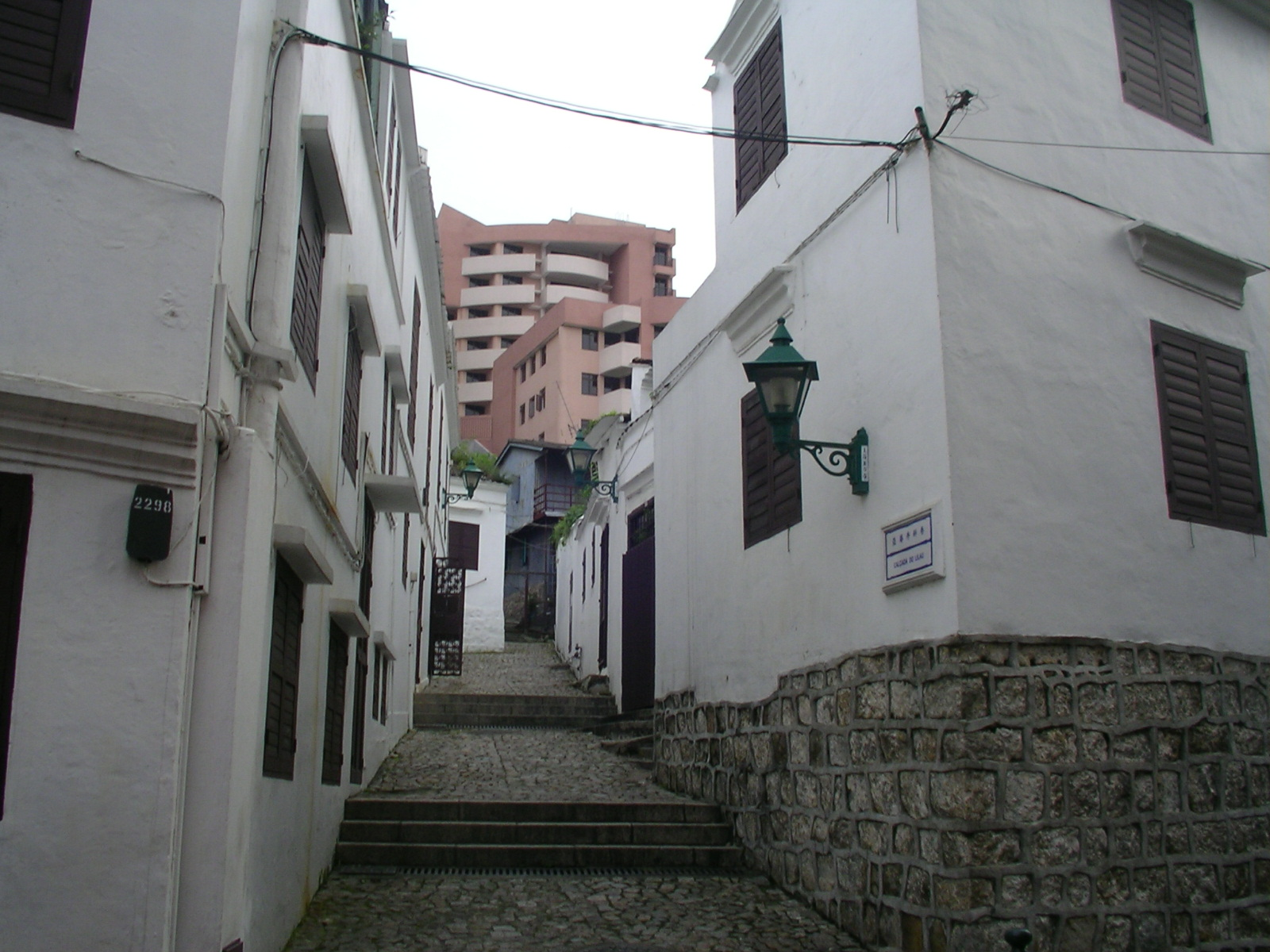
亞婆井斜巷及兩旁之建築

M191 亞婆井前地（Largo do Lilau）
路線：18、28B

## 其他
“亞婆”或“阿婆”意即老婆婆，由於粵語的“亞”和“阿”乃同音字，因此很多粵語命名之地名經常出現“亞”與“阿”互換字的情況。澳門官方使用的名稱為亞婆井前地。
| 澳門歷史城區 |
| 建築 |
| 媽閣廟 \| 港務局大樓 \| 鄭家大屋 \| 聖老楞佐教堂 \| 聖若瑟修院大樓及聖堂 \| 崗頂劇院 \| 何東圖書館大樓 \| 聖奧斯定教堂 \| 市政署大樓 \| 三街會館（關帝廟） \| 仁慈堂大樓（仁慈堂博物館） \| 大堂（主教座堂） \| 大堂巷七號住宅（盧家大屋） \| 玫瑰聖母堂 \| 大三巴牌坊 \| 哪吒廟 \| 舊城牆遺址 \| 大炮台 \| 聖安多尼教堂（花王堂） \| 東方基金會會址 \| 基督教墳場（包括馬禮遜小教堂） \| 東望洋炮台（包括聖母雪地殿教堂及燈塔）（保育危機） |
| 前地 |
| 媽閣廟前地 \| 亞婆井前地 \| 崗頂前地 \| 議事亭前地 \| 板樟堂前地 \| 大堂前地 \| 耶穌會紀念廣場 \| 賈梅士前地 |
| 区内其他地点及街道 |
| 海事博物館 \| 妈阁斜巷 \| 妈阁街 \| 高楼街 \| 政府總部事務局 \| 聖若瑟教區中學第二、三校 \| 龙嵩正街 \| 亞美打利庇盧大馬路 \| 聖若瑟教區中學第四校 \| 澳門郵政局大樓 \| 聖物寶庫 \| 大三巴街 \| 天主教藝術博物館與墓室 \| 澳門博物館 \| 大炮台山 \| 花王堂街 \| 白鸽巢总站 \| 东望洋山 |